# بی‌فک‌ماهی سیاه
بی‌فک‌ماهی سیاه (نام علمی: Eptatretus deani) نام یک گونه از سرده هفت‌روزنه‌ها است.